# Pałac w Brożcu
Pałac w Brożcu – zabytkowy pałac wybudowany w pierwszej połowie XIX w. w Brożcu.

## Położenie
Pałac położony jest w Brożcu – wsi w Polsce, w województwie dolnośląskim, w powiecie strzelińskim, w gminie Strzelin. Był wzniesiony w 1. poł. XIX w..